# Santa Cruz (ort i Honduras, Departamento de Lempira, lat 14,02, long -88,38)
Santa Cruz är en ort i Honduras.   Den ligger i departementet Departamento de Lempira och antalet invånare var 6 770 vid census 2013.